# قنصور جيفاني
قنصور جيفاني (الاسم العلمي:Colutea gifana) هو نوع من النباتات يتبع جنس القنصور من الفصيلة البقولية.